# Pfalz-Flugzeugwerke
Die Pfalz-Flugzeugwerke GmbH war ein deutscher Flugzeughersteller während des Ersten Weltkriegs auf dem Areal des heutigen Technik-Museums Speyer. In unmittelbarer Nachbarschaft existierten im Dritten Reich und seit 1955 verschiedene Unternehmen im Flugzeug- und Fahrzeugbau, wobei sich aus letzteren das heutige Unternehmen PFW Aerospace GmbH - „Pfalz Flugzeugwerke“ mit 1.800 Mitarbeitern und 339 Mio. € Umsatz (Stand 2015) entwickelte.

## Firmengeschichte

### Gründungsjahre 1913/14
Die Pfalz Flugzeugwerke GmbH in Speyer wurde im Jahre 1913 in der Pfalz (Bayern) von Alfred Eversbusch und seinem Bruder Ernst gegründet. Weitere Mitbegründer waren Ernst Eversbuschs Schwager Willy Sabersky-Müssigbrodt sowie die drei Investoren Richard, Eugen Kahn sowie August Kahn, die aber nicht mit den Brüdern Eversbusch verwandt waren. Am 12. Juli 1913 wurde die Firma im Handelsregister unter folgender Bezeichnung eingetragen „Gegenstand des Unternehmens ist der Bau von Flugzeugen und die Ausbildung von Flugzeugführern sowie die Betätigung aller Geschäfte, die geeignet sind, das Unternehmen zu fördern.“ Walther Eversbusch, der dritte Bruder, hatte soeben bei Morane-Saulnier in Frankreich seinen Pilotenschein gemacht und fungierte bis zu einem tödlichen Flugunfall am 1. Juni 1916 als Chefpilot. Noch im gleichen Monat, am 25. Juli 1913, wurden die Albatros Flugzeugwerke Mitgesellschafter des Unternehmens, das danach als „Pfalz-Flugzeugwerke Lizenz-Albatros GmbH“ firmierte. Das Stammkapital wurde auf 100.000 Reichsmark erhöht und als Sacheinlage kam ein „Albatros-Eindecker, Militärtyp Taube“ hinein.
Das Vorhaben wurde von der bayerischen Regierung gefördert. Nachdem die Stadt Speyer ein Gelände von 7000 m² für die Anlage von Fabrikhallen bereitgestellt hatte, begann im Juli 1914 als Lizenzbau die Fertigung der französischen Morane-Saulnier Parasol. Außerdem wurden Otto-Militärdoppeldecker gefertigt, von denen einer 1914 nach Afrika gelangte. Dieser Doppeldecker und sein Pilot, Bruno Büchner, sollten während des Ersten Weltkrieges der deutschen Schutztruppe im Kampf um die Kolonie Deutsch-Ostafrika noch wertvolle Dienste leisten.

### 1914 bis 1918

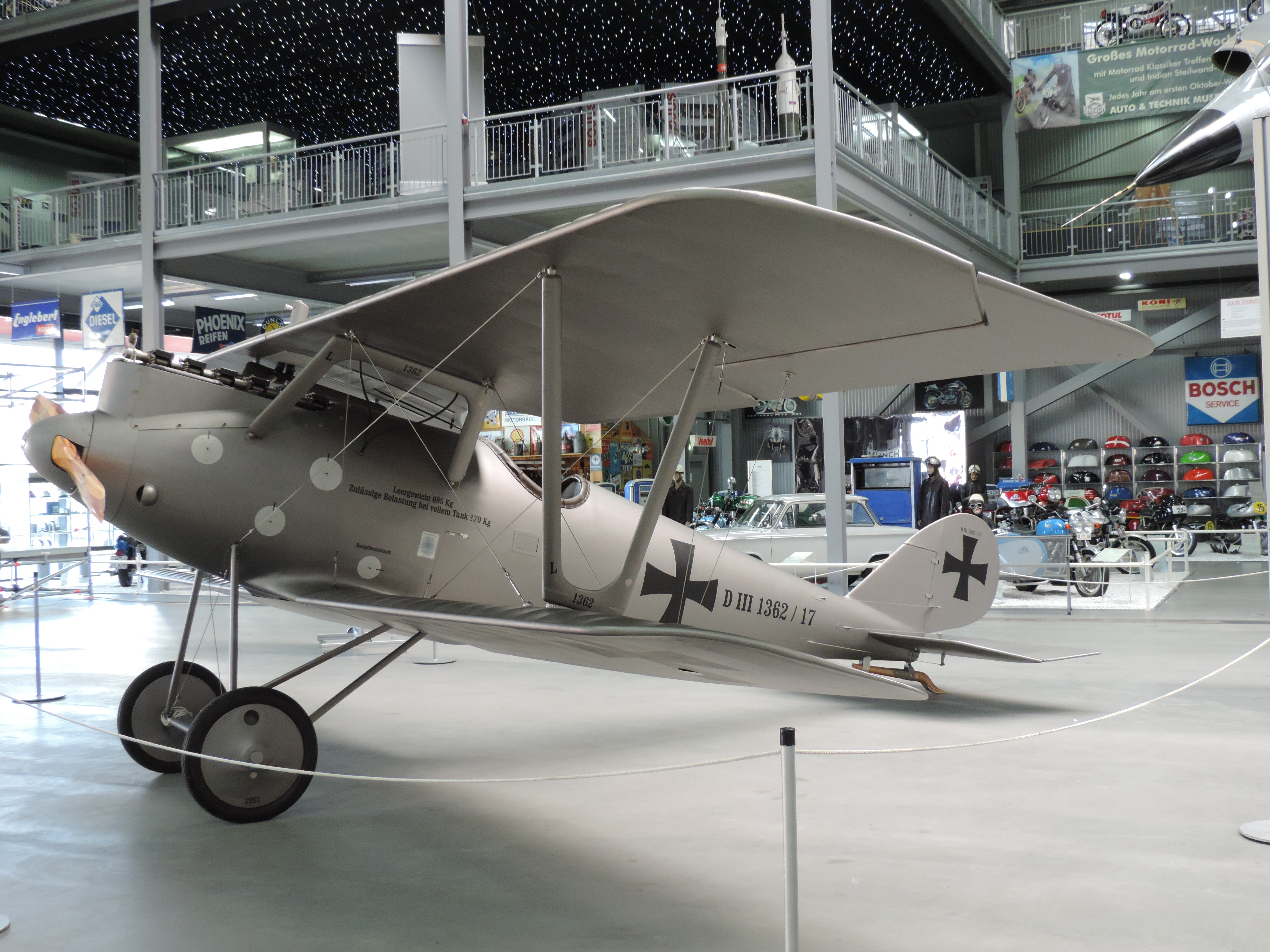
Pfalz D.III (Nachbau im Technik-Museum Speyer)

Bis Kriegsausbruch hatte die Firma gerade drei Parasols hergestellt, drei weitere Otto-Doppeldecker waren im Bau für die Königlich Bayerischen Fliegertruppen. Im Krieg fertigte Pfalz L.F.G. (Roland)- und Rumpler-Flugzeuge, ebenfalls in Lizenz. Im November 1916 wurde Rudolph Gehringer von der Firma Flugzeugbau Friedrichshafen GmbH angeworben, unter dessen Leitung entstanden aus den Erfahrungen im Bau der Roland-Flugzeuge heraus vor allem ab 1917 zahlreiche zum Teil sehr erfolgreiche Eigenkonstruktionen, darunter vor allem die Jagdflugzeuge Pfalz E.I, D.III und D.XII. Gegen Kriegsende produzierten die Pfalz-Werke mit 2600 Arbeitern; allein im Oktober 1918 verließen noch 157 neue Maschinen die Werkshallen. Insgesamt wurden während des Krieges ca. 2500 Flugzeuge geliefert.
Für die Produktion wurde auch die in Speyer wiedererrichtete Bahnhofshalle von Lille genutzt.

### 1919 bis heute
Die Pfalz Flugzeugwerke mussten nach dem Waffenstillstand und dem Abbau der Produktionsanlagen unter der französischen Besatzung Konkurs anmelden. Am 4. Juni 1919 wurde A.G. Pfalz neu eingetragen; als Firmenzweck waren Schiffbau sowie Produktion und Vertrieb von Industriegütern dokumentiert. Die Firma ging in der allgemeinen Depression 1932 zugrunde.
Auf dem Werksgelände entstanden 1937 die Flugwerke Saarpfalz, die sich erneut auf Flugzeugbau und -überholung konzentrierten, darunter Junkers Ju 88 und Heinkel He 111. Die Firma hatte 1937 bereits 200 Mitarbeiter, bei Kriegsausbruch 500 und gegen Kriegsende 1.500, davon viele Zwangsarbeiter. Beim Anrücken der alliierten Truppen im März 1945 wurde die Arbeit eingestellt.
1955 entdeckte Ernst Heinkel das brachliegende Industriewerk und ließ dort für die Ernst Heinkel-Fahrzeugbau fünf Jahre lang insgesamt 3800 Heinkel Kabinen, bis zu 50 pro Tag, herstellen. Bereits 1956 gab es wieder Aktivitäten im Flugzeugbau. So wurden neben der Fahrzeugproduktion während der Jahre 1957 bis 1959 auch Reparatur- und Wartungsarbeiten für verschiedenste Flugzeuge übernommen.
Ernst Heinkel verstarb sechs Tage nach seinem 70. Geburtstag am 30. Januar 1958. Bald danach erfolgte die Umbenennung seiner Firma in Speyer zu seinen Ehren und wegen zunehmender Flugzeugbautätigkeiten in Ernst Heinkel Flugzeugbau GmbH.
Von 1958 bis 1964 wurden zahlreiche Flugzeuge entwickelt und in Serie gefertigt sowie Flugzeugkomponenten hergestellt. Dazu zählen unter anderem: Tragflächen und Leitwerke für den Lizenzbau des Lockheed F-104 „Starfighter“, Serienbau der Fiat G.91, Bauvorrichtungen und Komponenten für das Verkehrsflugzeug Fokker F-27 Friendship und Entwicklung eines eigenen Verkehrsflugzeugs HE 211.
Die Fabrik wurde 1964 von den Vereinigten Flugtechnischen Werke (VFW) aufgekauft, wurde 1983 Teil von Messerschmitt-Bölkow-Blohm, die ab 1991 in der Deutsche Airbus aufging. Die Namensfindung änderte sich in den Folgejahren 1992 in Deutsche Aerospace Airbus GmbH und 1995 in Daimler-Benz Aerospace Airbus GmbH.
Als 1997 das Daimler-Benz-Aerospace-/Airbus Werk in Speyer im Rahmen des „Dolores“-Programms verkauft bzw. geschlossen werden sollte, wurde es unter dem Traditionsnamen Pfalz-Flugzeugwerke GmbH (PFW) von den 527 Mitarbeitern eigenverantwortlich übernommen. Heute firmiert das Unternehmen unter dem Namen PFW Aerospace GmbH.

## Produzierte Typen im Ersten Weltkrieg

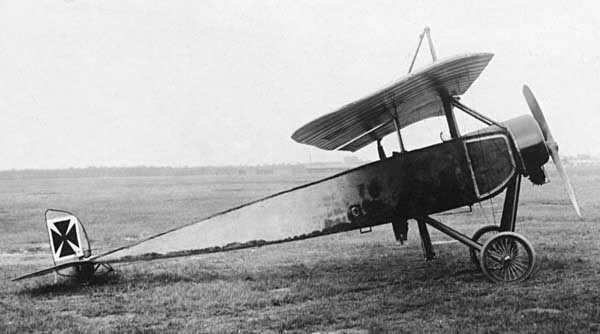
Morane Typ L, Vorbild für die Eindeckernachbauten 1914/15
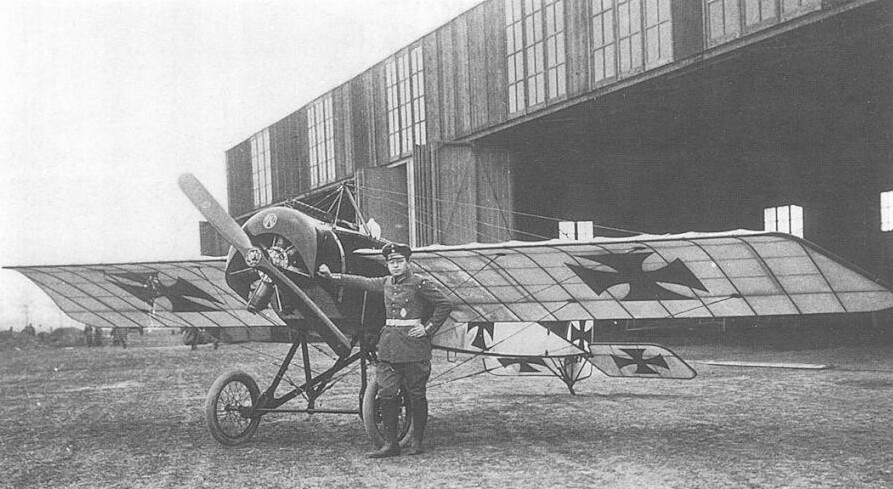
Pfalz E.I
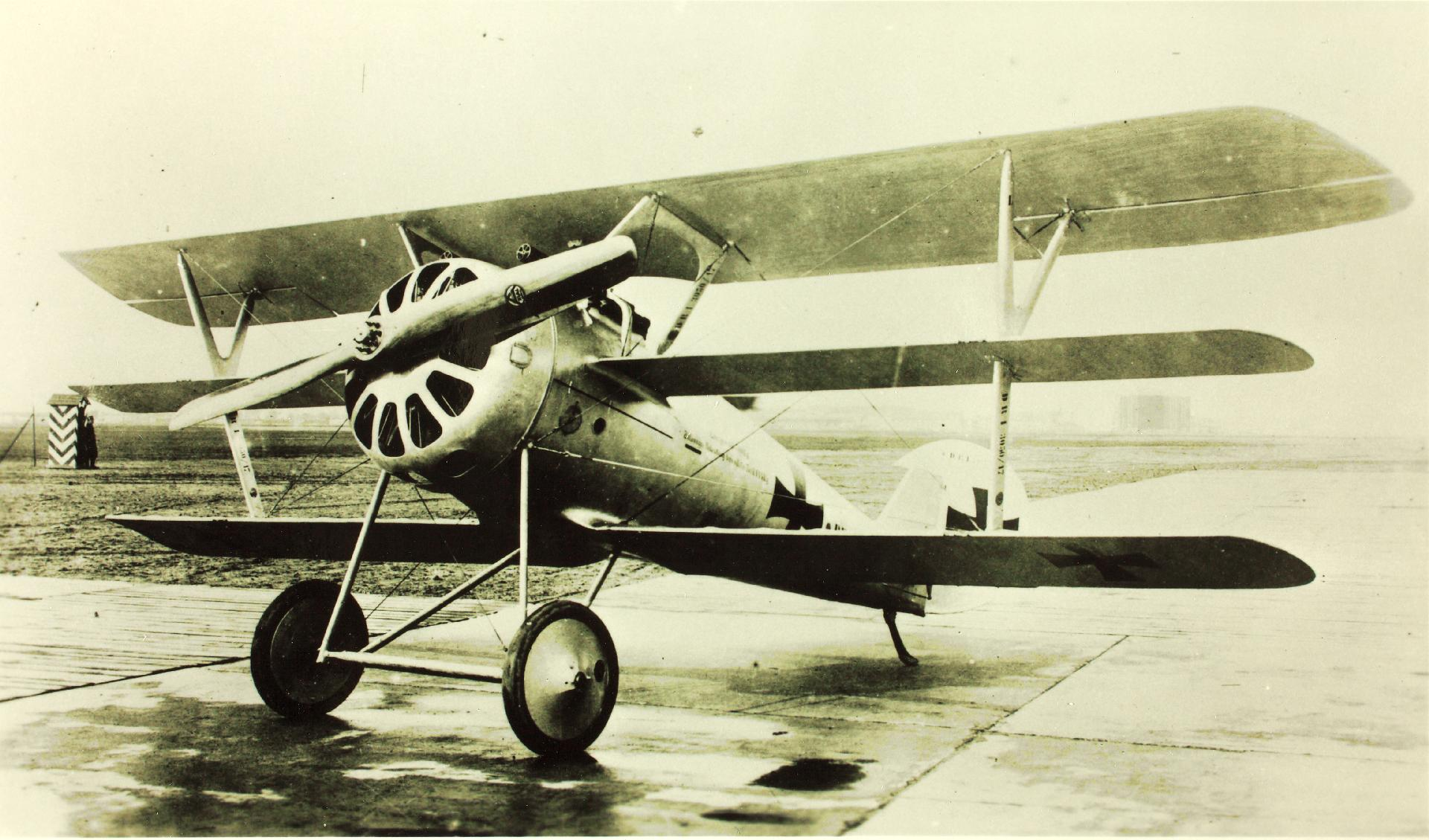
Pfalz Dreidecker Dr.I
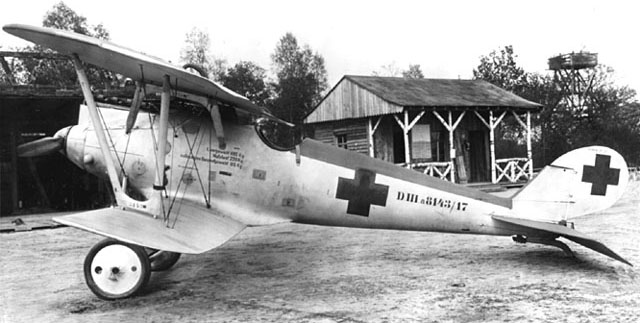
Pfalz D.III
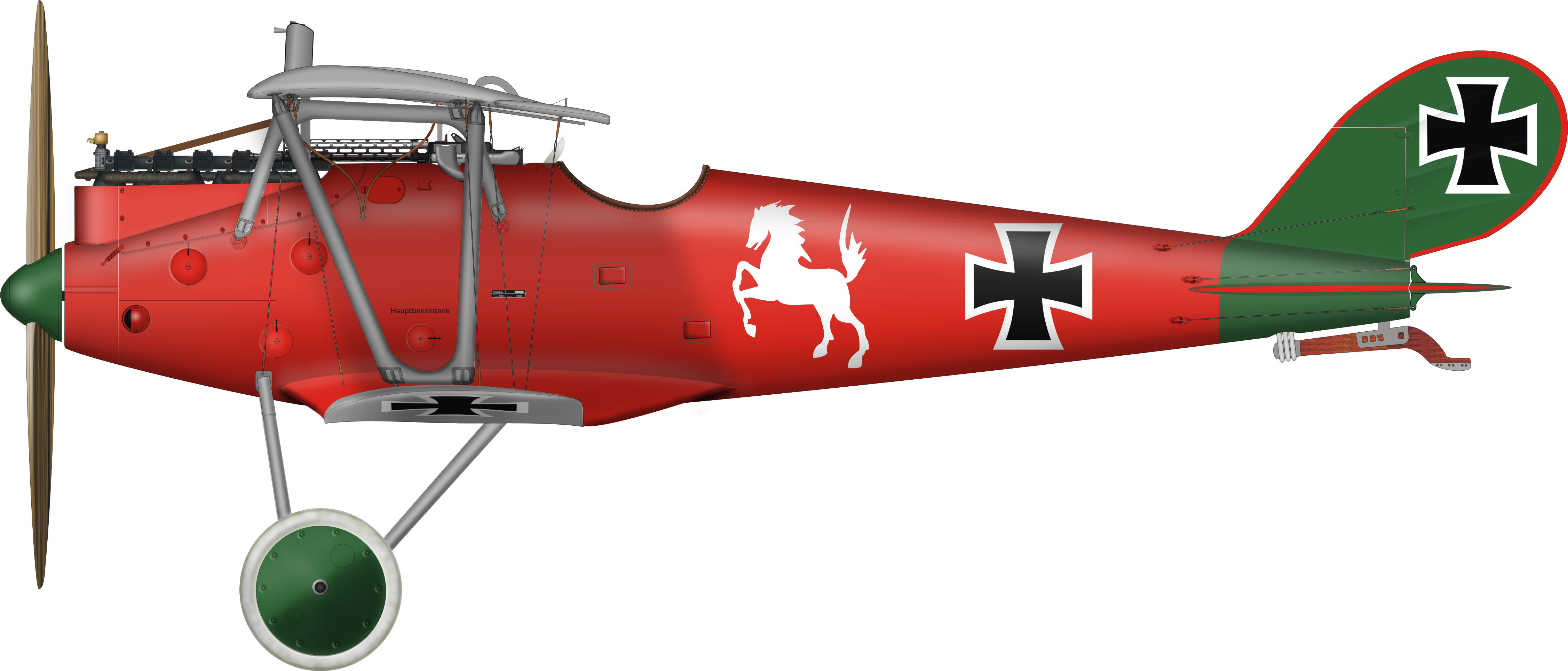
Pfalz D.IIIa der Jasta 5
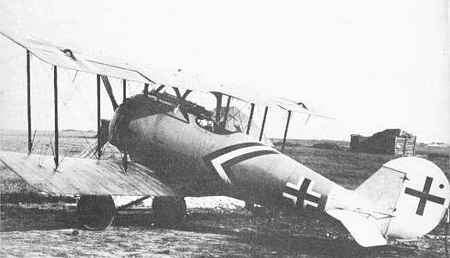
Pfalz D.VIII
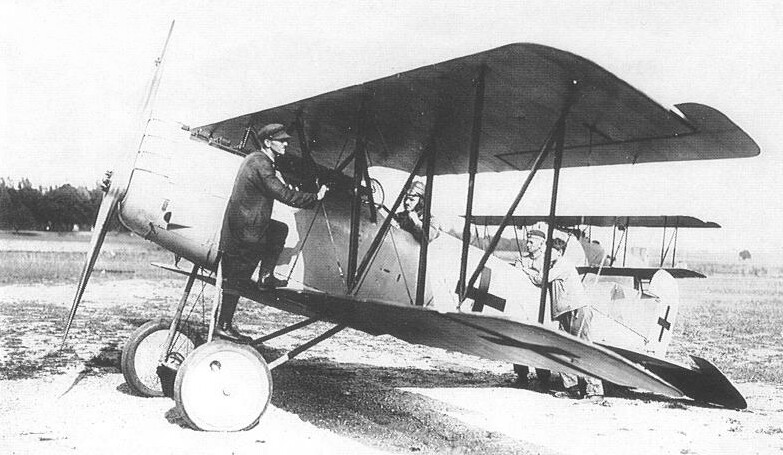
Testpilot Otto Augst in einer Pfalz D.XII
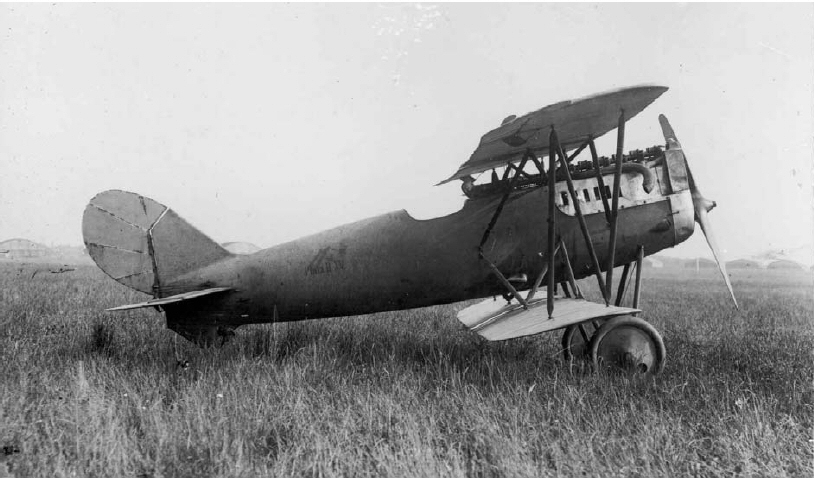
Pfalz D.XV

- A.I – Aufklärer
- A.II – Aufklärer
- E.I – Jagdeinsitzer, Eindecker
- E.II – Jagdeinsitzer, Eindecker
- E.III – Jagdeinsitzer, Eindecker
- E.IV – Jagdeinsitzer, Eindecker
- E.V – Jagdeinsitzer, Eindecker
- E.VI – Jagdeinsitzer, Eindecker
- Dr.I – Jagdeinsitzer, Dreidecker
- Dr.II – Jagdeinsitzer, Dreidecker
- D.I – Jagdeinsitzer, Doppeldecker
- D.II – Jagdeinsitzer, Doppeldecker
- D.III – Jagdeinsitzer, Doppeldecker
- D.IV – Jagdeinsitzer, Doppeldecker
- D.VI – Jagdeinsitzer, Doppeldecker
- D.VII – Jagdeinsitzer, Doppeldecker
- D.VIII – Jagdeinsitzer, Doppeldecker
- D.X – Jagdeinsitzer, Eindecker
- D.XI – Jagdeinsitzer, Doppeldecker
- D.XII – Jagdeinsitzer, Doppeldecker
- D.XIII – Jagdeinsitzer, Doppeldecker
- D.XIV – Jagdeinsitzer, Doppeldecker
- D.XV – Jagdeinsitzer, Doppeldecker